# Nalbach
Nalbach (en Sarrois Nôlbach) est une commune allemande en Sarre.

## Quartiers
- Bilsdorf
- Körprich
- Nalbach
- Piesbach

## Administration
- 2002 - : Patrick Lauer SPD

## Personnalités liées à la ville
- Heinrich Draeger (1907-1991), homme politique né à Bilsdorf.